# Classe Mariz e Barros
Mariz e Barros foi uma classe de corvetas encouraçadas operadas pela Armada Imperial Brasileira (depois Marinha do Brasil) entre 1866 e 1897, cujo nome homenageia Antônio Carlos de Mariz e Barros. Os navios da classe são: Mariz e Barros e Herval. Foram originalmente construídos para a Marinha Paraguaia mas, devido às dificuldades financeiras do Paraguai, este país não foi capaz de pagar por eles, sendo então adquiridos pelo Brasil. A classe lutou na Guerra do Paraguai, participando de batalhas importantes, como o bombardeio a Curupaití, a passagem de seu respectivo forte, Humaitá e Angostura.
Ao fim do conflito, foram incorporados ao 2.º Distrito Naval. Mariz e Barros ainda teve uma carreira longa após a guerra, sendo desmontado por volta de 1897. Já Herval, foi desmontado em 1879, com seu maquinário sendo reutilizado no Primeiro de Março.

## Características
Os navios tinham 58 metros de comprimento, boca de onze metros e calado de 2,9 metros. Eles deslocavam 1 197 toneladas. Possuíam um par de motores a vapor, cada um controlando uma hélice. Os motores produziam um total de 600 hp (450 kW) e davam aos navios uma velocidade máxima de nove nós (17 km/h). Transportaram 140 toneladas de carvão, embora não se saiba nada sobre sua autonomia ou resistência. Eles estavam equipados com três mastros. Os navios tinham dois canhões de Whitworth de 120 libras e outros dois canhões de 68 libras. O cinturão de blindagem tinha 115 milímetros e a bateria 121 milímetros. Sua tripulação consistia de 125 homens.

## Antecedentes
Antes da Guerra da Tríplice Aliança, o governo paraguaio desejava adquirir navios encouraçados (ironclads) junto a estaleiros europeus. Em 1862, engenheiros britânicos mostraram aos paraguaios especificações de algumas embarcações, além de atuarem como mediadores entre este governo e diversos estaleiros. Já em 1864, o Paraguai havia encomendado dois encouraçados, Minerva e Bellona, à construtora naval britânica William Laird & Sons, dois à construtora J. and G. Rennie, Cabral e Colombo, e o Nemesis a um estaleiro francês. Caso estes encouraçados fossem entregues, alterariam completamente o equilíbrio naval do Prata.
Quando a guerra irrompeu, os diplomatas paraguaios começaram agir para impedir a entrega do único navio encomendado pelo Império do Brasil, o encouraçado Brasil. O embaixador brasileiro na Europa, Francisco Inácio de Carvalho Moreira, Barão de Penedo, conseguiu a aprovação para que o encouraçado fosse liberado, e este atracou no porto do Rio de Janeiro em 29 de julho de 1865. Devido ao bloqueio naval imposto, após a derrota da esquadra paraguaia na Batalha Naval do Riachuelo, que impediu qualquer contato com a Europa, o Paraguai não conseguiu realizar o pagamento pelos encouraçados encomendados, sendo vendidos ao Brasil e usados contra o primeiro.
Entre as embarcações adquiridas após o início da guerra, encontravam-se os dois navios da classe Mariz e Barros: Mariz e Barros e Herval, que também estavam entre os vasos de guerra encomendados pelo Paraguai de Solano López. As embarcações foram adquiridas enquanto estavam em fase inicial de construção.

## Serviço

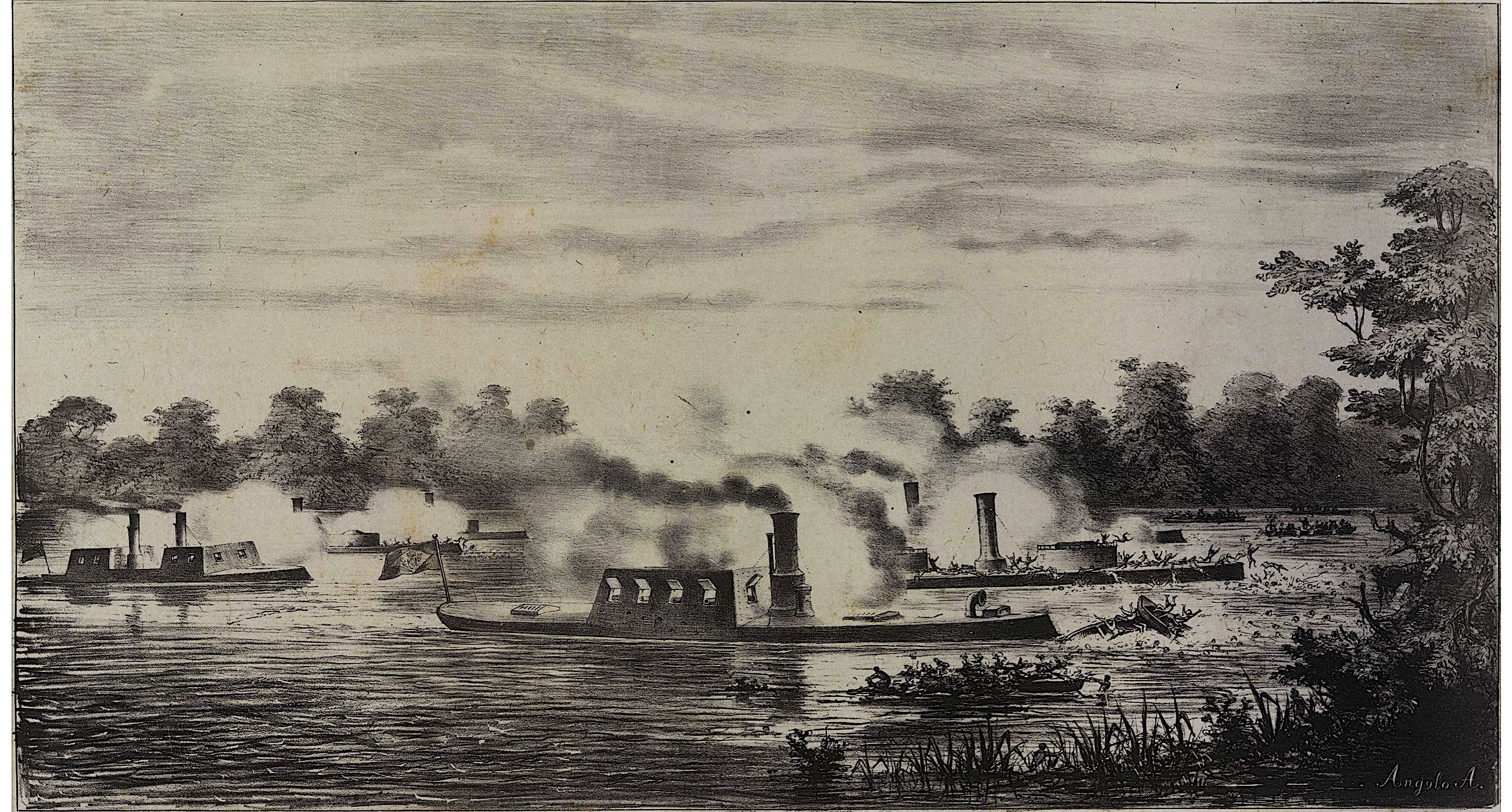
Abordagem aos couraçados Lima Barros e Cabral

Após sua entrada em serviço, os encouraçados tomaram parte da frota que atacou o forte de Curupaití, no qual deram suporte aos ataques ao forte desta localidade. Além deles, estavam presentes os couraçados Bahia, Colombo, Barroso, Silvado, Cabral e Tamandaré; as corvetas Parnaíba e Beberibe e a bombardeira Forte de Coimbra. Juntos, lançaram 292 projéteis no forte.
Após essas operações e algumas outras realizadas por outros encouraçados, juntaram-se à frota ordenada a forçar a passagem da fortaleza no dia 15 de agosto. A esquadra imperial foi organizada do seguinte modo: Comandante-chefe da operação Vice-almirante Joaquim José Inácio; à frente da esquadra estaria a 3.ª Divisão de Encouraçados, sob comando do Capitão de Fragata Joaquim Rodrigues da Costa, composta pelo Brasil, Tamandaré, Colombo, Bahia e Mariz e Barros. À retaguarda, estaria a 1.ª Divisão de Encouraçados, sob comando do Capitão de Mar e Guerra Francisco Cordeiro Torres e Alvim, composta pelo Cabral, Barroso, Herval, Silvado e Lima Barros. Para fornecer fogo de supressão aos encouraçados, estaria a divisão do Chefe de Divisão Elisiário Antônio dos Santos composta pelos navios de madeira Recife, Beberibe, Parnaíba, Iguatemi, Ipiranga, Magé, Forte de Coimbra e Pedro Afonso. Em contrapartida, os defensores paraguaios estavam organizados do seguinte modo: Comandante-chefe da Defesa de Curupaiti Coronel Paulino Alén; baterias compostas por 29 canhões, sendo um de calibre oitenta, chamado de El Cristiano, e 28 de calibres 32 e 68; guarnição composta por trezentos artilheiros apoiados pelo 4.º batalhão de oitocentos homens e um esquadrão de cavalaria.
Sob comando do capitão Mamede Simões, a frota iniciou a passagem às 6h40 do dia 15. Para total surpresa dos paraguaios, a transposição dos encouraçados imperiais ocorreu em uma passagem próxima dos seus canhões ao invés do canal mais distante, porém cheia de obstáculos. A proximidade dos navios aos canhões permitia que a fuzilaria ocorresse à queima-roupa, impactando praticamente todos os projéteis lançados por eles. Apesar disso, a esquadra imperial conseguiu efetuar a passagem sem grandes danos aos navios e com poucas baixas entre as tripulações. A transposição durou cerca de duas horas, deixando um saldo de três mortos e 22 feridos aos brasileiros.
O próximo obstáculo da esquadra encouraçada foi a fortaleza de Humaitá. A passagem desta ocorreu no dia 19 de fevereiro de 1868, com o Mariz e Barros atuando na proteção dos depósitos e hospitais de sangue do Porto Elisiário, que ficava entre as duas fortalezas na margem direita do rio Paraguai. Herval não tomou grande parte neste ataque, ficando na retarguarda.
Alguns dias depois, em 2 de março, o encouraçado se encontrava à foz do rio do Ouro, que deságua no Paraguai, junto de outros que haviam passado Curupaití, quando ocorreu a tentativa de abordagem dos encouraçados Cabral e Lima Barros por parte dos paraguaios em canoas. Entretanto, esta foi frustrada pela rápida chegada dos encouraçados Herval e Silvado, que ajudaram a fustigá-los de lá. Mariz e Barros e o Brasil chegaram logo em seguida, conseguindo dominar os últimos inimigos. Cerca de um mês depois, o Mariz e Barros contribuiu com o bombardeio de Humaitá em preparação para um grande ataque da esquadra e das forças terrestres aliadas à fortaleza que ocorreria em julho.
Na segunda passagem por Curupaiti, Herval junto de Alagoas, Pará, Rio Grande e outros vapores menores, enfrentou a fortaleza e suas pesadas baterias costeiras e guarnições, conseguindo passar depois de mais de uma hora de combate. Nessa operação, o Mariz e Barros contribuiu fornecendo fogo de supressão.
No início de outubro, a esquadra iniciou ataque sobre o forte de Angostura. A 1, alguns encouraçados forçaram a passagem e outros navios bombardearam a linha fortificada que margeava o arroio Piquissiri. Entre os dias 5 e 28, o baluarte seria fortemente atacado pelos navios brasileiros. O Mariz e Barros participou da ação apenas no dia 19 de novembro, quando efetuou diversos disparos contra as baterias do forte, com apoio de outras embarcações. A corveta encouraçada retornou fogo à posição defensiva no dia 9 de dezembro. Na ocasião, os paraguaios devolveram forte bombardeio contra o Mariz e Barros, o que ocasionou a morte do capitão Augusto Neto de Mendonça e 12 feridos entre a tripulação. Em algum momento após essa ação, o Mariz e Barros se encontrava adiante do forte. Em 16, a corveta retrocedeu o passo, forçando a transposição rio abaixo. Três dias depois, voltou a forçar a passagem de Angostura com apoio do Silvado, que também havia retrocedido dias antes. Por fim, os paraguaios que defendiam o forte se renderam às forças aliadas no dia 30. Herval não tomou parte nesta operação, pois, quando havia chegado, o conflito já estava praticamento vencido, não havendo necessidade de disparos de sua parte.

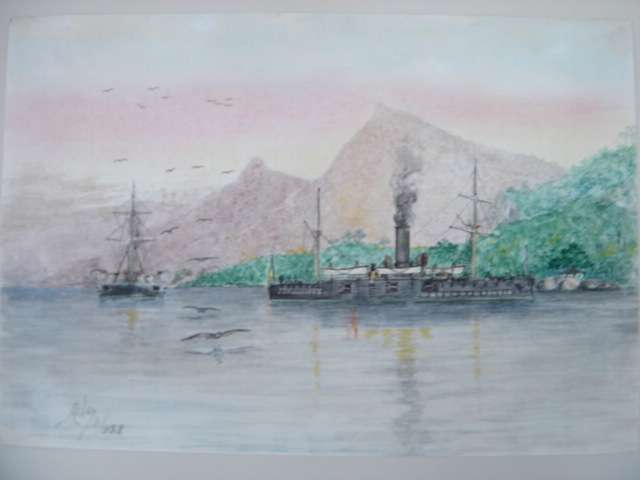
Ilustração dos encouraçados Mariz e Barros e Herval (Almirante Trajano Augusto de Carvalho, 1938)

Após a conquista de Assunção, em 1 de janeiro de 1869, os já desgastados encouraçados de grande porte, como o Mariz e Barros e Herval, não tinham mais tanta utilidade no conflito, com os combates navais ocorrendo, a partir de então, em pequenos arroios muito estreitos. Os navios foram chamados de volta para o Rio de Janeiro, onde passaram por grandes obras de reparo. No início da década de 1870, o comando naval imperial começou a distribuir os encouraçados pelos vários distritos navais de defesa de portos do Brasil. Mariz e Barros e seu navio-irmão Herval foram designados para o 2.º Distrito Naval, que patrulhava a costa da fronteira entre as províncias do Rio de Janeiro e Espírito Santo até a cidade de Mossoró, no Rio Grande do Norte. Há poucos registros do Mariz e Barros após sua última comissão. Em 1884, foi transformado em bateria flutuante com o objetivo de defender o Arsenal de Marinha de Ladário, na província de Mato Grosso. Por fim, foi desativado em 23 de julho de 1897. Já Herval teve sua baixa registrada em 1879, com suas máquinas sendo retiradas para serem usadas no Primeiro de Março.

## Navios
| Nome           | Construtor       | Batimento de Quilha | Lançamento          | Descomissionamento  | Destino                         | Ref.   |
| -------------- | ---------------- | ------------------- | ------------------- | ------------------- | ------------------------------- | ------ |
| Mariz e Barros | J. and G. Rennie | 1866                | 23 de julho de 1866 | 23 de julho de 1897 | Desmontado em data desconhecida | [ 22 ] |
| Herval         | J. and G. Rennie | 1865                | 1866                | 1879                | Desmontado em data desconhecida | [ 22 ] |